# Чемпіонат світу з футболу 1994 (кваліфікаційний раунд)
У кваліфікаційному раунді чемпіонату світу з футболу 1994 року 147 збірних змагалася за 22 місця у фінальній частині футбольної світової першості. Ще дві команди, господарі турніру збірна США та чинний чемпіон світу збірна Німеччини кваліфікувалися автоматично, без участі у відбірковому раунді.
До початку змагань відбіркового раунду 15 збірних знялися з турніру, це були команди Ліхтенштейну, Куби, Гамбії, Буркіна-Фасо, Ліберії, Малаві, Малі, Мавританії, Сан-Томе і Принсіпі, Сьєрра-Леоне, Судану, Танзанії, Уганди, М'янми та Західного Самоа. Ще три команди були відсторонені організаторами: збірні Югославії та Лівії через міжнародні санкції, а збірна Чилі — через спробу у шахрайський спосіб здобути технічну перемогу у грі проти Бразилії в рамках відбору на попередній мундіаль. 
Таким чином участь у хоча б одній відбірковій грі взяли 130 команд, які сукупно провели 497 відбіркових матчів, у яких забили 1446 голів.
Кваліфікаційний раунд розпочався 21 березня 1992 року грою між Домініканською Республікою та Пуерто-Рико, а завершився 17 листопада 1993, коли закінчилися останні ігри європейського відбору, а також проведено другу гру міжконтинентального плей-оф КОНМЕБОЛ — ОФК. За результатами кваліфікації із 24 найсильніших на той час за рейтингом ФІФА команд право участі у мундіалі здобули 18.

## Учасники

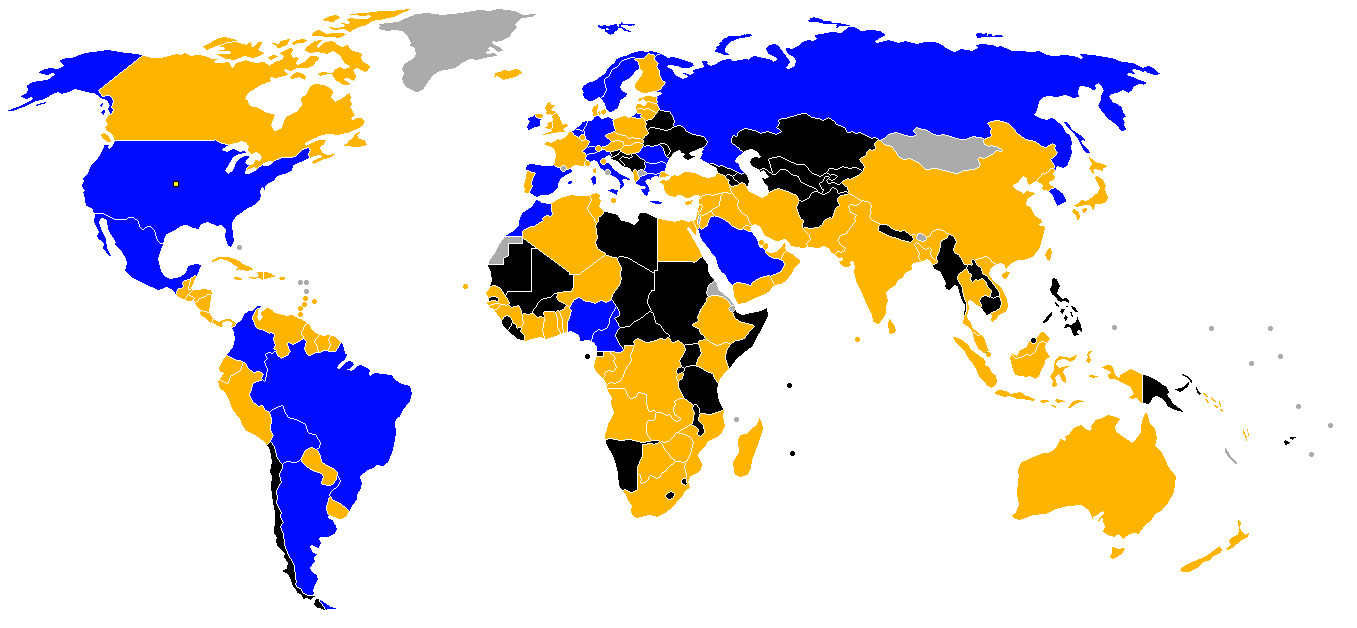
Країни, збірні яких кваліфікувалися на чемпіонат світу
Країни, чиї збірні не кваліфікувалися
Країни, чиї збірні не брали участі у відборі
Країни, що не входили до ФІФА

| Команда           | Метод кваліфікації                    | Дата кваліфікації | Участей у чемпіонатах світу | Участей поспіль    | Найкраще досягнення              | Рейтинг ФІФА. |
| ----------------- | ------------------------------------- | ----------------- | --------------------------- | ------------------ | -------------------------------- | ------------- |
| США               | Господарі                             | 4 липня 1988      | 5-та                        | 2                  | Третє місце (1930)               | 27            |
| Німеччина         | Діючі чемпіони                        | 8 липня 1990      | 13-та                       | 11                 | Чемпіони (1954, 1974, 1990)      | 3             |
| Мексика           | Переможці відбору КОНКАКАФ            | 9 травня 1993     | 10-та                       | 1 (Востаннє: 1986) | Чвертьфінали (1970, 1986)        | 17            |
| Греція            | Переможці Групи 5 відбору УЄФА        | 23 травня 1993    | 1-ша                        | 1                  | –                                | 32            |
| Росія             | Друге місце Групи 5 відбору УЄФА      | 2 червня 1993     | 8-ма                        | 4                  | Четверте місце (1966)            | 14            |
| Колумбія          | Переможці Групи A відбору КОНМЕБОЛ    | 5 вересня 1993    | 3-тя                        | 2                  | 1/8 фіналу (1990)                | 21            |
| Болівія           | Друге місце Групи B відбору КОНМЕБОЛ  | 19 вересня 1993   | 3-тя                        | 1 (Востаннє: 1950) | Груповий раунд (1930, 1950)      | 59            |
| Бразилія          | Переможці Групи B відбору КОНМЕБОЛ    | 19 вересня 1993   | 15-та                       | 15                 | Чемпіони (1958, 1962, 1970)      | 4             |
| Нігерія           | Переможці Групи A відбору КАФ         | 8 жовтня 1993     | 1-ша                        | 1                  | –                                | 16            |
| Камерун           | Переможці Групи C відбору КАФ         | 10 жовтня 1993    | 3-тя                        | 2                  | Чвертьфінали (1990)              | 24            |
| Марокко           | Переможці Групи B відбору КАФ         | 10 жовтня 1993    | 3-тя                        | 1 (Востаннє: 1986) | 1/8 фіналу (1986)                | 30            |
| Норвегія          | Переможці Групи 2 відбору УЄФА        | 13 жовтня 1993    | 2-га                        | 1 (Востаннє: 1938) | 1/8 фіналу (1938)                | 5             |
| Південна Корея    | Друге місце відбору АФК               | 28 жовтня 1993    | 4-та                        | 3                  | Груповий етап (1954, 1986, 1990) | 39            |
| Саудівська Аравія | Переможці відбору АФК                 | 28 жовтня 1993    | 1-ша                        | 1                  | –                                | 38            |
| Швеція            | Переможці Групи 6 відбору УЄФА        | 13 жовтня 1993    | 9-та                        | 2                  | Друге місце (1958)               | 11            |
| Бельгія           | Друге місце Групи 4 відбору УЄФА      | 17 листопада 1993 | 9-та                        | 4                  | Четверте місце (1986)            | 22            |
| Болгарія          | Друге місце Групи 6 відбору УЄФА      | 17 листопада 1993 | 6-та                        | 1 (Востаннє: 1986) | 1/8 фіналу (1986)                | 23            |
| Італія            | Переможці Групи 1 відбору УЄФА        | 17 листопада 1993 | 13-та                       | 9                  | Чемпіони (1934, 1938, 1982)      | 1             |
| Нідерланди        | Друге місце Групи 2 відбору УЄФА      | 17 листопада 1993 | 6-та                        | 2                  | Друге місце (1974, 1978)         | 2             |
| Ірландія          | Друге місце Групи 3 відбору УЄФА      | 17 листопада 1993 | 2-га                        | 2                  | Чвертьфінали (1990)              | 13            |
| Румунія           | Переможці Групи 4 відбору УЄФА        | 17 листопада 1993 | 6-та                        | 2                  | 1/8 фіналу (1934, 1938, 1990)    | 12            |
| Іспанія           | Переможці Групи 3 відбору УЄФА        | 17 листопада 1993 | 9-та                        | 5                  | Четверте місце (1950)            | 7             |
| Швейцарія         | Друге місце Групи 1 відбору УЄФА      | 17 листопада 1993 | 7-ма                        | 1 (Востаннє: 1966) | Чвертьфінали (1934, 1938, 1954)  | 9             |
| Аргентина         | Переможець міжконтинентальних плей-оф | 17 листопада 1993 | 11-та                       | 6                  | Чемпіони (1978, 1986)            | 9             |

1. ↑  Рейтинг ФІФА показаний на 19 листопада 1993. Рейтинг на цю дату використовувався для жеребкування фінальної частини турніру[4]
2. ↑  Враховуючи результати збірної ФРН (1954—1990). Третя участь як команди єдиної Німеччини.
3. ↑  Найкращий результат команди єдиної Німеччини на той час — третє місце на ЧС-1934. Однак ФІФА зараховує до її результатів результати збірної ФРН (1954—1990).
4. ↑  Враховуючи результати збірної СРСР (1950—1990). Перша участь безпосередньо збірної Росії.

## Процес відбору

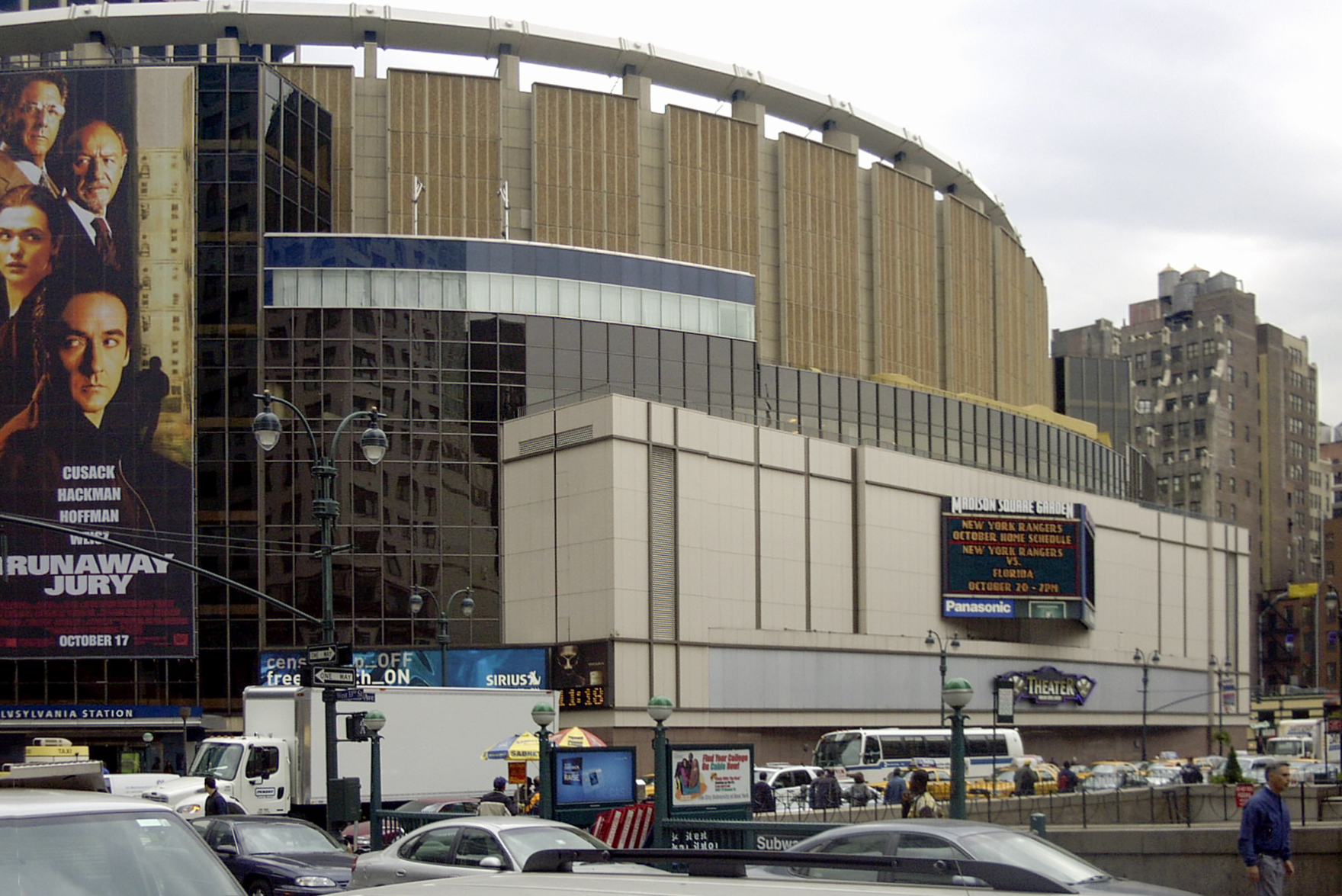
Медісон-сквер-гарден у Нью-Йорку, де проходило жеребкування

Жеребкування кваліфікаційного раунду відбулося 8 грудня 1991 року у Медісон-сквер-гардені.
Уперше в історії чемпіонатів світу відразу три місця у фінальній частини мундіалю були надані африканській конфедерації КАФ, що стало свідченням визнання успіхів збірних африканського континенту на попередніх турнірах. Загалом же розподіл 24 місць у фінальній частині чемпіонату світу 1994 між континентальними конфедераціями мав такий вигляд:
- Європа (УЄФА): 13 місць, включаючи одне місце, яке автоматично отримала збірна Німеччини як діючий чемпіон світу.
- Південна Америка (КОНМЕБОЛ): 3,5 місця (3 прямих путівки та місце у другому етапі міжконтинентального плей-оф).
- Північна Америка, Центральна Америка і Кариби (КОНКАКАФ): 2,25 місця, одне з яких автоматично отримала команда США, господар турніру. Решта команд регіону боролися за одну пряму путівку до фінальної частини мундіалю та одне місце на першому етапі міжконтинентального плей-оф.
- Африка (КАФ): 3 місця.
- Азія (АФК): 2 місця.
- Австралія й Океанія (ОФК): 0,25 місця, тобто місце на першому етапі міжконтинентального плей-оф.

### Огляд відбору
|              |                  |                 |                    |                            |                 |                   |  |  |
| Конфедерація | Учасники відбору | Кваліфікувалися | Не кваліфікувалися | Представництво на мундіалі | Початок відбору | Кінець відбору    |  |  |
| АФК          | 29               | 2               | 27                 | 2                          | 8 квітня 1993   | 28 жовтня 1993    |  |  |
| КАФ          | 40               | 3               | 37                 | 3                          | 9 жовтня 1992   | 10 жовтня 1993    |  |  |
| КОНКАКАФ     | 22+1             | 1+1             | 21                 | 1+1                        | 21 березня 1992 | 15 серпня 1993    |  |  |
| КОНМЕБОЛ     | 9                | 4               | 5                  | 4                          | 18 липня 1993   | 17 листопада 1993 |  |  |
| ОФК          | 7                | 0               | 7                  | 0                          | 7 червня 1992   | 17 листопада 1993 |  |  |
| УЄФА         | 38+1             | 12+1            | 26                 | 12+1                       | 22 квітня 1992  | 17 листопада 1993 |  |  |
| Разом        | 145+2            | 22+2            | 123                | 22+2                       | 21 березня 1992 | 17 листопада 1993 |  |  |

1. ↑  На момент відбору Ізраїль ще не був повним членом УЄФА, проте отримав право змагатися у відборі саме з європейськими командами.

## Континентальні зони

### АФК
Турнір проводився у два раунди, кожен з яких відбувався за круговою системою. На першому етапі команди змагалися в шести групах. Переможці груп у другому раунді визначали між собою дві найкращі команди, які й отримували місця у фінальній частині ЧС-1994. Цими командами стали збірні Саудівської Аравії та Південної Кореї
Підсумкова турнірна таблиця другого раунду
| Місце | Команда           | І | О |
| ----- | ----------------- | - | - |
| 1     | Саудівська Аравія | 5 | 7 |
| 2     | Південна Корея    | 5 | 6 |
| 3     | Японія            | 5 | 6 |
| 4     | Ірак              | 5 | 5 |
| 5     | Іран              | 5 | 4 |
| 6     | Північна Корея    | 5 | 2 |

### КАФ
Відбірковий турнір проходив у два раунди. У першому 36 команд були розподілені між 9 групами по 4 команди у кожній. За результатами кругового турніру у кожній із груп визначалися переможці, які й ставали учасниками фінального раунду. 
У фінальному раунді змагання відбувалися за аналогічною схемою у трьох групах із трьох команд у кожній. Переможці цих груп, команди Нігерії, Марокко та Камеруну і стали представниками Африки на ЧС-1994.
Підсумкові турнірні таблиці фінального раунду
| Команда     | І | О |
| ----------- | - | - |
| Нігерія     | 4 | 5 |
| Кот-д'Івуар | 4 | 5 |
| Алжир       | 4 | 2 |

| Команда          | І | О |
| ---------------- | - | - |
| Марокко          | 4 | 6 |
| Північна Родезія | 4 | 5 |
| Сенегал          | 4 | 1 |

| Команда  | І | О |
| -------- | - | - |
| Камерун  | 4 | 6 |
| Зімбабве | 4 | 4 |
| Гвінея   | 4 | 2 |

### КОНКАКАФ
Відбірковий турнір проходив у три раунди. У Першому раунді 20 команд, за виключенням збірних Мексики і Канади, що починали змагання з Другого раунду, були поділені за географічною ознакою на дві зони, у кожній з яких визначалися по три учасники Другого раунду:
- Карибська зона: 14 команд змагалися у трьох раундах, що проходили за олімпійською системою, і визначали трьох переможців.
- Центральноамериканська зона: шість команд-учасниць були поділені на пари, у кожній з яких за результатами двох матчів переможці виходили до Другого раунуд.

У Другому раунді вісім збірних-учасниць були поділені на дві групи по чотири команди. У кожній групі змагання проходили за круговою системою, при якій кожна пара суперників грали між собою по дві гри. До Фінального раунду виходили команди, які посіли перші і другі місця в кожній із груп.
Фінальний раунд проходив також у формі групового турніру за круговою системою. Переможець раунду (яким стала Мексика) кваліфікувався до фінальної частини чемпіонату світу, а команда, що посіла друге місце, ставала учасником Міжконтинентальних плей-оф. Цією командою стала збірна Канади.
| Легенда                                        |
| ---------------------------------------------- |
| Пряма путівка до фінальної частини ЧС-1994 Cup |
| Вихід до плей-оф КОНКАКАФ–ОФК                  |

Підсумкова турнірна таблиця фінального раунду
| Місце | Команда   | І | О  |
| ----- | --------- | - | -- |
| 1     | Мексика   | 6 | 10 |
| 2     | Канада    | 6 | 7  |
| 3     | Сальвадор | 6 | 4  |
| 4     | Гондурас  | 6 | 3  |

### КОНМЕБОЛ
Участь у відбірковому турнірі взяли збірні 9 з 10 країн КОНМЕБОЛ, адже ФІФА відсторонила збірну Чилі від змагання через інцидент під час гри попереднього відбору на світову першість, коли чилійці намагалися у шахрайський спосіб добитися присудження технічної поразки суперникам.
Дев'ять команд-учасниць відбору були поділені на дві групи:
- Група A мала 4 учасники. До фінальної частини світової першості виходила команда, що посіли перше місце, команда ж, що фінішувала другою, ставала учасником міжконтинентального плей-оф.
- Група B мала 5 учасників. До фінальної частини світової першості виходили команди, що посіли перше і друге місця.

Змагання у кожній із груп проходили за круговою системою, за якої кожна із пар суперників по групі проводила миж собою по дві гри, одній удома та одній у гостях.
За результатами відбору команди Колумбії, Бразилії та Болівії кваліфікувалися напряму, а команда Аргентини вийшла до міжконтинентального плей-оф.
| Легенда                                |
| -------------------------------------- |
| Пряма путівка на ЧС-1994               |
| Вихід до плей-оф КОНКАКАФ/ОФК–КОНМЕБОЛ |

Підсумкові турнірні таблиці груп
| Команда   | І | О  |
| --------- | - | -- |
| Колумбія  | 6 | 10 |
| Аргентина | 6 | 7  |
| Парагвай  | 6 | 6  |
| Перу      | 6 | 1  |

| Команда   | І | О  |
| --------- | - | -- |
| Бразилія  | 8 | 12 |
| Болівія   | 8 | 11 |
| Уругвай   | 8 | 10 |
| Еквадор   | 8 | 5  |
| Венесуела | 8 | 2  |

### ОФК
За результатами відбору визначалася команда, що отримувала право участі у першому раунді міжконтинентального плей-оф, тобто фактично Океанія мала чверть путівки до фінальної частини ЧС-1994.
Турнір проходив у два етапи. На першому, груповому, змагання відбувалися за круговою системою у двох групах по три команди у кожній. Переможці груп у фінальному раунді в очних зустрічах визначали переможця відбору. Таким переможцем стала збірна Австралії.
Результати другого раунду відбору
| Команда 1     | Заг. | Команда 2 | 1-й матч | 2-й матч |
| ------------- | ---- | --------- | -------- | -------- |
| Нова Зеландія | 0–4  | Австралія | 0–1      | 0–3      |

### УЄФА
36 команд конфедерації УЄФА змагалися за дванадцять місць у фінальній частині чемпіонату світу з футболу 1994. Крім того ще один представник Європи, збірна Німеччини, кваліфікувався до розіграшу Кубка світу автоматично як діючий чемпіон.
Турнір проходив за круговою системою у шести групах. Напряму до фінальної частини чемпіонату світу виходили по дві найкращі команди із кожної групи. Цими командами стали збірні Італії, Швейцарії, Норвегії, Нідерландів, Іспанії, Ірландії, Румунії, Бельгії, Греції, Росії, Швеції та Болгарії.
Підсумкові турнірні таблиці
| Поз | Команда    | І  | О  |
| --- | ---------- | -- | -- |
| 1   | Італія     | 10 | 23 |
| 2   | Швейцарія  | 10 | 21 |
| 3   | Португалія | 10 | 20 |
| 4   | Шотландія  | 10 | 15 |
| 5   | Мальта     | 10 | 4  |
| 6   | Естонія    | 10 | 1  |

| Поз | Команда    | І  | О  |
| --- | ---------- | -- | -- |
| 1   | Норвегія   | 10 | 23 |
| 2   | Нідерланди | 10 | 21 |
| 3   | Англія     | 10 | 18 |
| 4   | Польща     | 10 | 11 |
| 5   | Туреччина  | 10 | 10 |
| 6   | Сан-Марино | 10 | 1  |

| Поз | Команда           | І  | О  |
| --- | ----------------- | -- | -- |
| 1   | Іспанія           | 12 | 27 |
| 2   | Ірландія          | 12 | 25 |
| 3   | Данія             | 12 | 25 |
| 4   | Північна Ірландія | 12 | 18 |
| 5   | Литва             | 12 | 9  |
| 6   | Латвія            | 12 | 5  |
| 7   | Албанія           | 12 | 5  |

| Поз | Команда           | І  | О  |
| --- | ----------------- | -- | -- |
| 1   | Румунія           | 10 | 22 |
| 2   | Бельгія           | 10 | 22 |
| 3   | Чехословаччина    | 10 | 17 |
| 4   | Уельс             | 10 | 17 |
| 5   | Кіпр              | 10 | 7  |
| 6   | Фарерські острови | 10 | 0  |

| Поз | Команда              | І | О  |
| --- | -------------------- | - | -- |
| 1   | Греція               | 8 | 20 |
| 2   | Росія                | 8 | 17 |
| 3   | Ісландія             | 8 | 11 |
| 4   | Угорщина             | 8 | 7  |
| 5   | Люксембург           | 8 | 1  |
| 6   | Сербія та Чорногорія | 0 | 0  |

| Поз | Команда   | І  | О  |
| --- | --------- | -- | -- |
| 1   | Швеція    | 10 | 21 |
| 2   | Болгарія  | 10 | 20 |
| 3   | Франція   | 10 | 19 |
| 4   | Австрія   | 10 | 11 |
| 5   | Фінляндія | 10 | 7  |
| 6   | Ізраїль   | 10 | 6  |

## Міжконтинентальний плей-оф
Формат відбору передбачав, що переможець відбіркового турніру зони ОФК і команда, що посіла друге місце у відборі в зоні КОНКАКАФ, проводили між собою дві гри у форматі плей-оф. Переможець цього протистояння ставав учасником наступного раунду плей-оф, у якому в боротьбі проти представника Південної Америки, команди що посіла четверте місце у відборі КОНМЕБОЛ, визначався володар однієї путівки вже безпосередньо до фінальної частини світової першості.

### Структура турніру
|  | Перший раунд   | Перший раунд | Перший раунд | Перший раунд |           |   | Другий раунд | Другий раунд | Другий раунд | Другий раунд |
|  |                |              |              |              |           |   |              |              |              |              |
|  |                |              |              |              |           |   |              |              |              |              |
|  |                |              |              |              |           |   |              |              |              |              |
|  | Канада         | 2            | 1            | 3 (1)        |           |   |              |              |              |              |
|  | Канада         | 2            | 1            | 3 (1)        |           |   |              |              |              |              |
|  | Австралія пен. | 1            | 2            | 3 (3)        |           |   |              |              |              |              |
|  | Австралія пен. | 1            | 2            | 3 (3)        | Австралія | 1 | 0            | 1            |              |              |
|  |                |              |              |              | Австралія | 1 | 0            | 1            |              |              |
|  |                |              | Аргентина    | 1            | 1         | 2 |              |              |              |              |
|  |                |              | Аргентина    | 1            | 1         | 2 |              |              |              |              |
|  |                |              |              |              |           |   |              |              |              |              |
|  |                |              |              |              |           |   |              |              |              |              |
|  |                |              |              |              |           |   |              |              |              |              |

### Перший раунд: КОНКАКАФ — ОФК
Обидві гри протистояння завершилися з однаковим рахунком, 2:1 на користь господарів поля. Тож пережця визначили післяматчеві пенальті, в яких краще себе проявили австралійці.
| 31 липня 1993 20:30 UTC–6 |

| Канада                 | 2–1      | Австралія        |
| ---------------------- | -------- | ---------------- |
| Вотсон 50' Мобіліо 57' | Протокол | Дасович 44' (аг) |

| Стадіон Співдружності, Едмонтон Глядачів: 27,775 Арбітр: Артуро Брісіо Картер (Мексика) |

| 15 серпня 1993 19:30 UTC+10 |

| Австралія                         | 2–1      | Канада                    |
| --------------------------------- | -------- | ------------------------- |
| Фаріна 45' Дуракович 77'          | Протокол | Гупер 54'                 |
|                                   | Пенальті |                           |
| Вейд · А. Відмар · Тобін · Фаріна | 4–1      | Мітчелл · Банбері · Свіні |

| Сіднейський футбольний стадіон, Сідней Глядачів: 25,982 Арбітр: Сініхіро Обата (Японія) |

### Другий раунд: КОНМЕБОЛ — ОФК
Перша гра завершилася унічию 1:1, тож вирішальним для визначення останнього учасника фінальної частини мундіалю 1994 року став єдиний гол, забитий аргентинцями у грі-відповіді на своєму полі. 
| 31 жовтня 1993 17:30 UTC+11 |

| Австралія  | 1–1 | Аргентина  |
| ---------- | --- | ---------- |
| Відмар 42' |     | 37' Бальбо |

| Футбольний стадіон Глядачів: 43,697 Арбітр: Шандор Пуль (Угорщина) |

| 17 листопада 1993 21:15 UTC−3 |

| Аргентина      | 1–0      | Австралія |
| -------------- | -------- | --------- |
| Тобін 59' (аг) | Протокол |           |

| Монументаль Глядачів: 67,000 Арбітр: Петер Міккельсен (Данія) |

## Найкращі бомбардири
13 голів
- Міура Кадзуйосі

9 голів
- Флорін Редучою

8 голів
- Алаа Кадім
- Рашиді Єкіні
- Ха Сок Чу
- П'японг П'є-оун
- Іан Раш